# Tyczyn
Tyczyn este un oraș în Polonia.